# Gaffeltandmos-jeneverbesstruweel
Het gaffeltandmos-jeneverbesstruweel (Dicrano-Juniperetum) is een associatie uit het verbond van naaldbossen (Dicrano-Pinion). De associatie omvat naaldstruwelen die voorkomen op droge, oligotrofe, kalkarme zandbodems en die gekenmerkt wordt door de frequente aanwezigheid van jeneverbesstruiken.

## Naamgeving en codering
| Dicrano-Juniperetum communis Barkm. 1968 in Westh. & Den Held 1969 |

- Frans: Fourrés à Juniperus communis sur landes
- Duits: Wacholder-Gebüsch
- Engels: Dicranium moss and juniper scrub
- Syntaxoncode voor Nederland (rVvN): r44Aa01
- Natura2000-habitattypecode (EU-code): H5130

De wetenschappelijke naam Dicrano-Juniperetum is afgeleid van de botanische namen van de belangrijkste kensoorten van dit verbond, het gerimpeld gaffeltandmos (Dicranum polysetum) en de jeneverbes (Juniperus communis).

## Fysiognomie

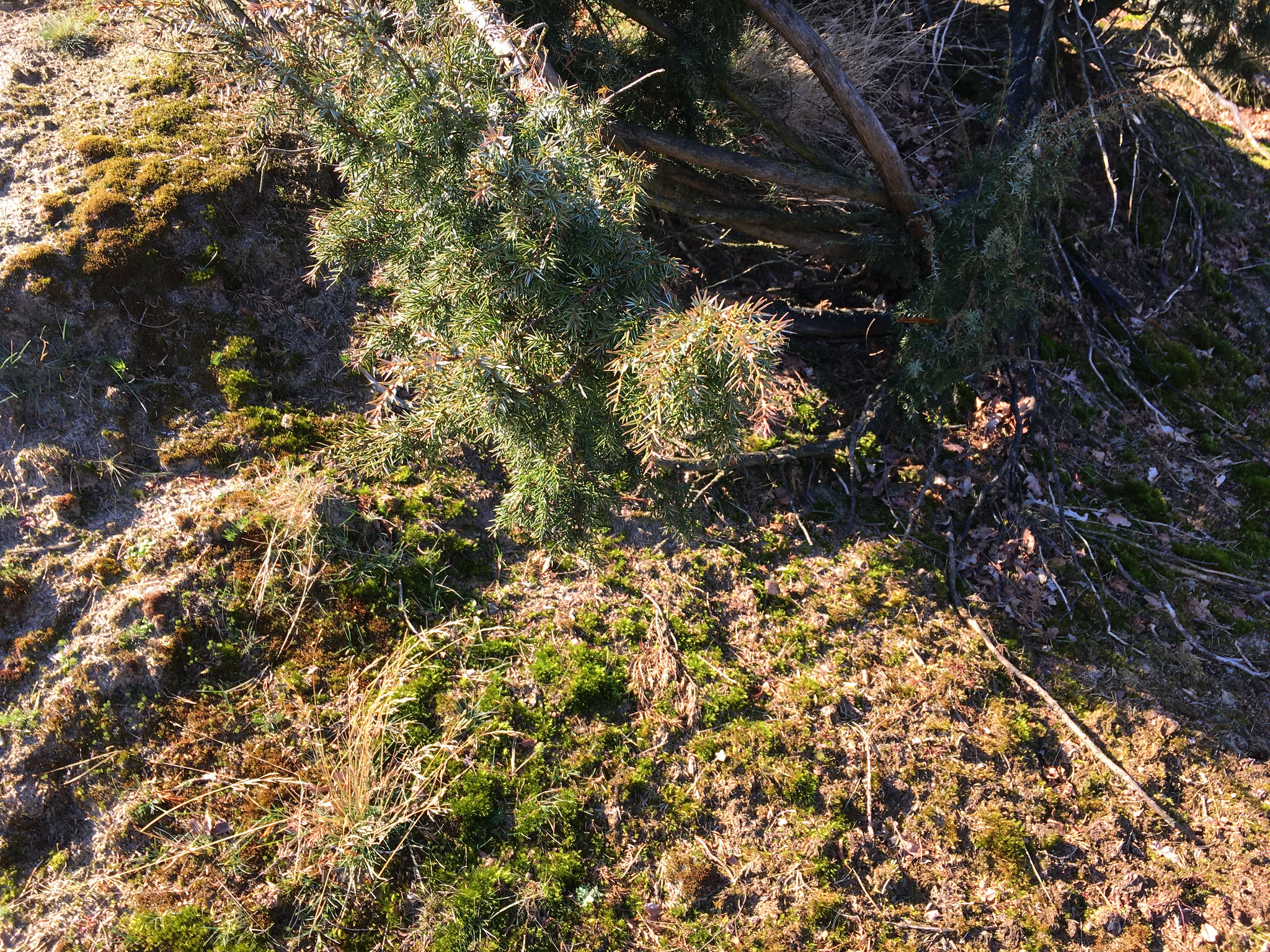
Een open kruid- en moslaag van een gaffeltandmos-jeneverbesstruweel met veel gaffeltandmos.

Het gaffeltandmos-jeneverbesstruweel is een weinig gelaagde, laagblijvend vegetatie, herkenbaar als een kleinschalige mozaïek van struwelen, dwergstruiken, kruidige vegetaties en open plaatsen met mossen en korstmossen. De boom- en de struiklaag worden maximaal 6 m hoog en bestaan vrijwel volledig uit jeneverbes in verschillende groeivormen, en weinig ontwikkelde zomereiken. De kruidlaag bestaat uit dwergstruiken zoals struikhei en schrale grassen als bochtige smele.
De moslaag is zeer goed ontwikkeld en bestaat uit zowel bladmossen, levermossen als korstmossen.

## Ecologie
Het gaffeltandmos-jeneverbesstruweel is een voor Nederland vrij zeldzaam en voor Vlaanderen zeer zeldzaam en bedreigd struweeltype, dat voorkomt op droge, kalk- en oligotrofe zandbodems zoals op stuifzand, op droge heide en in kalkarme duinen.
Deze vegetatie ontstaat door gebrek aan beheer uit associaties van de droge heide en zal na verloop van lange tijd verder evolueren naar het kussentjesmos-dennenbos.

## Subassociaties in Nederland en Vlaanderen
Van het gaffeltandmos-jeneverbesstruweel worden in Nederland en Vlaanderen twee subassociaties onderscheiden. De subassociaties weespiegelen de leeftijd en de ontwikkeling van het humusprofiel.

### Subassociatie met korstmossen
Een subassociatie met korstmossen (Dicrano-Juniperetum cladonietosum) wijst op een jonger stadium van de associatie. Deze wordt gekenmerkt door een hogere abundantie van rendiermossen (Cladonia sp.) en verder veel soorten van stuifzanden en de klasse van droge heiden. De syntaxoncode voor Nederland (rVvN) is r44Aa01a.

### Subassociatie met bochtige smele
Een subassociatie met bochtige smele (Dicrano-Juniperetum avenelletosum) omvat een ouder stadium van de associatie met meer grassen, waaronder vooral bochtige smele (Avenella flexuosa). Tevens groeien er in deze subassociatie meer dwergstruiken zoals struikhei en kraaihei. De syntaxoncode voor Nederland (rVvN) is r44Aa01b.

## Verspreiding
Het gaffeltandmos-jeneverbesstruweel is typisch voor laaglanden en heeft in Europa een verspreidingsgebied dat zich buiten België en Nederland uitstrekt tot Noord-Duitsland, Denemarken en Zuid-Zweden.
In Nederland is het vrij zeldzaam en komt enkel voor in de hogere zandgronden in het oosten, voornamelijk in Drenthe, Overijssel, de Veluwe, de Achterhoek, het oosten van Noord-Brabant en Midden-Limburg.
In Vlaanderen komt het voor op verspreide locatie in de Kempen, met als belangrijkste het Heiderbos in As met 14 ha jeneverbesstruweel.

## Mycoflora
Het gaffeltandmos-jeneverbesstuweel is zeer rijk aan paddenstoelen. De zeer zeldzame koraalspoorstekelzwam geldt als exclusieve paddenstoelsoort voor de associatie.

## Diagnostische taxa voor Nederland en Vlaanderen

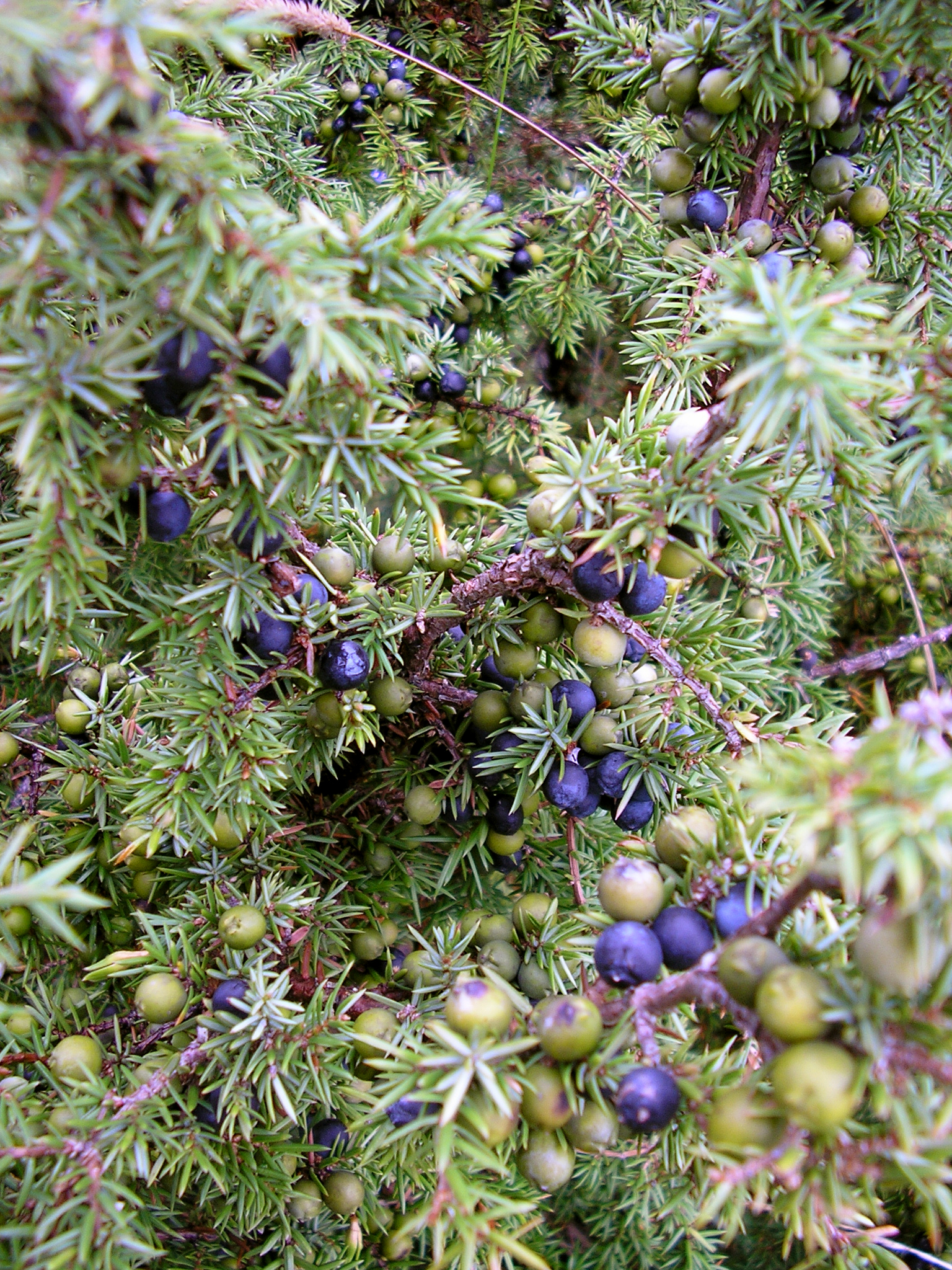
Jeneverbes

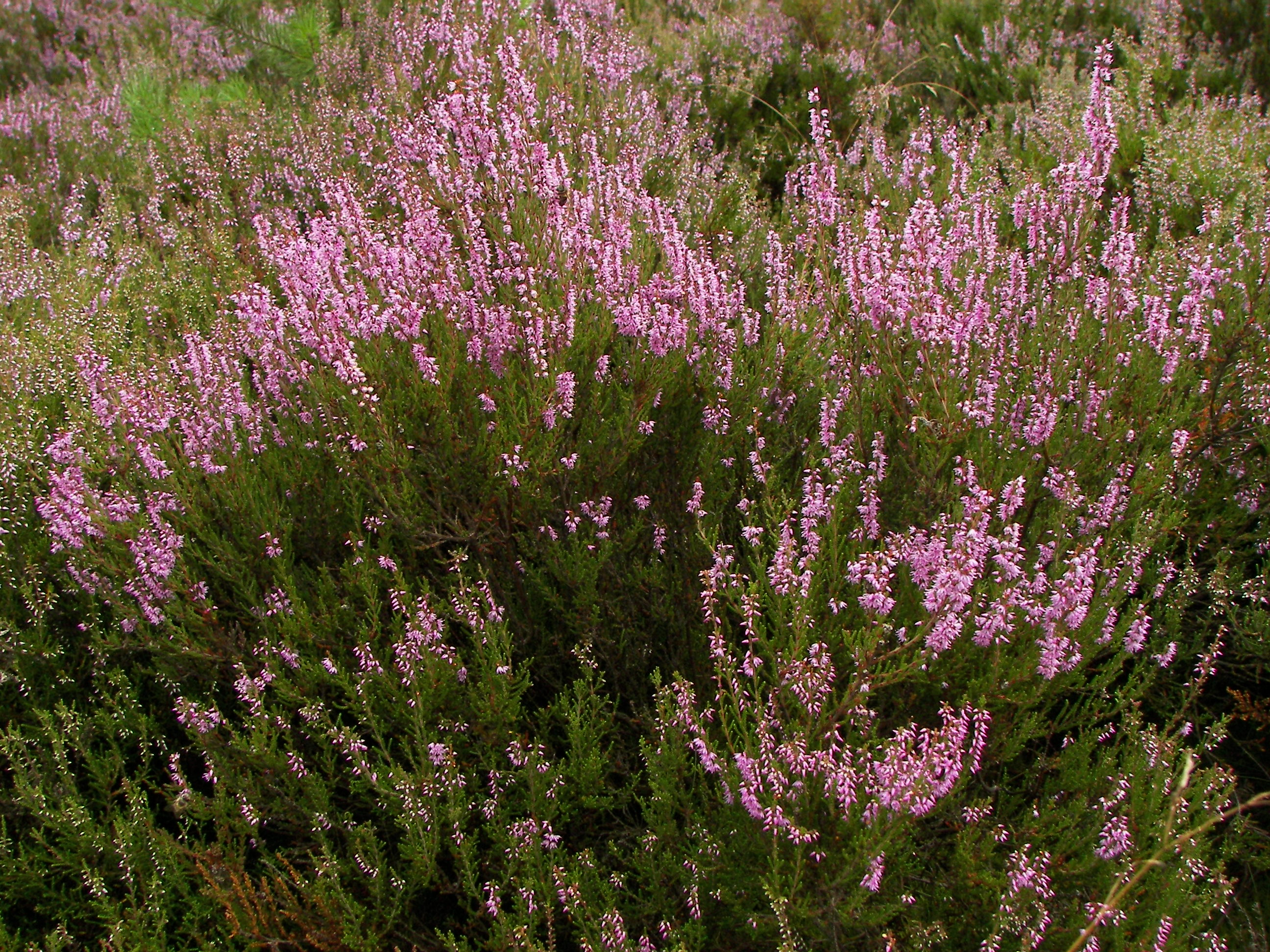
Struikhei

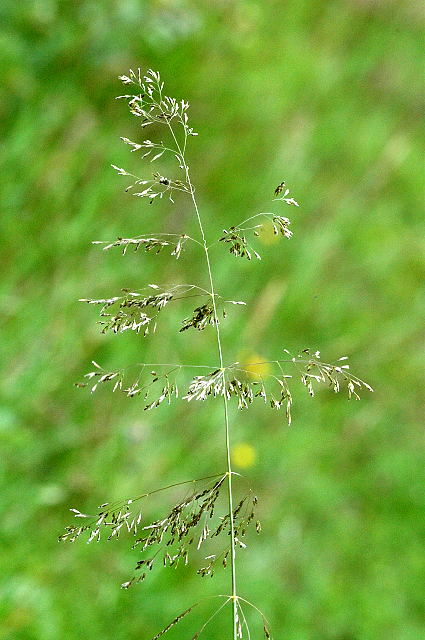
Bochtige smele

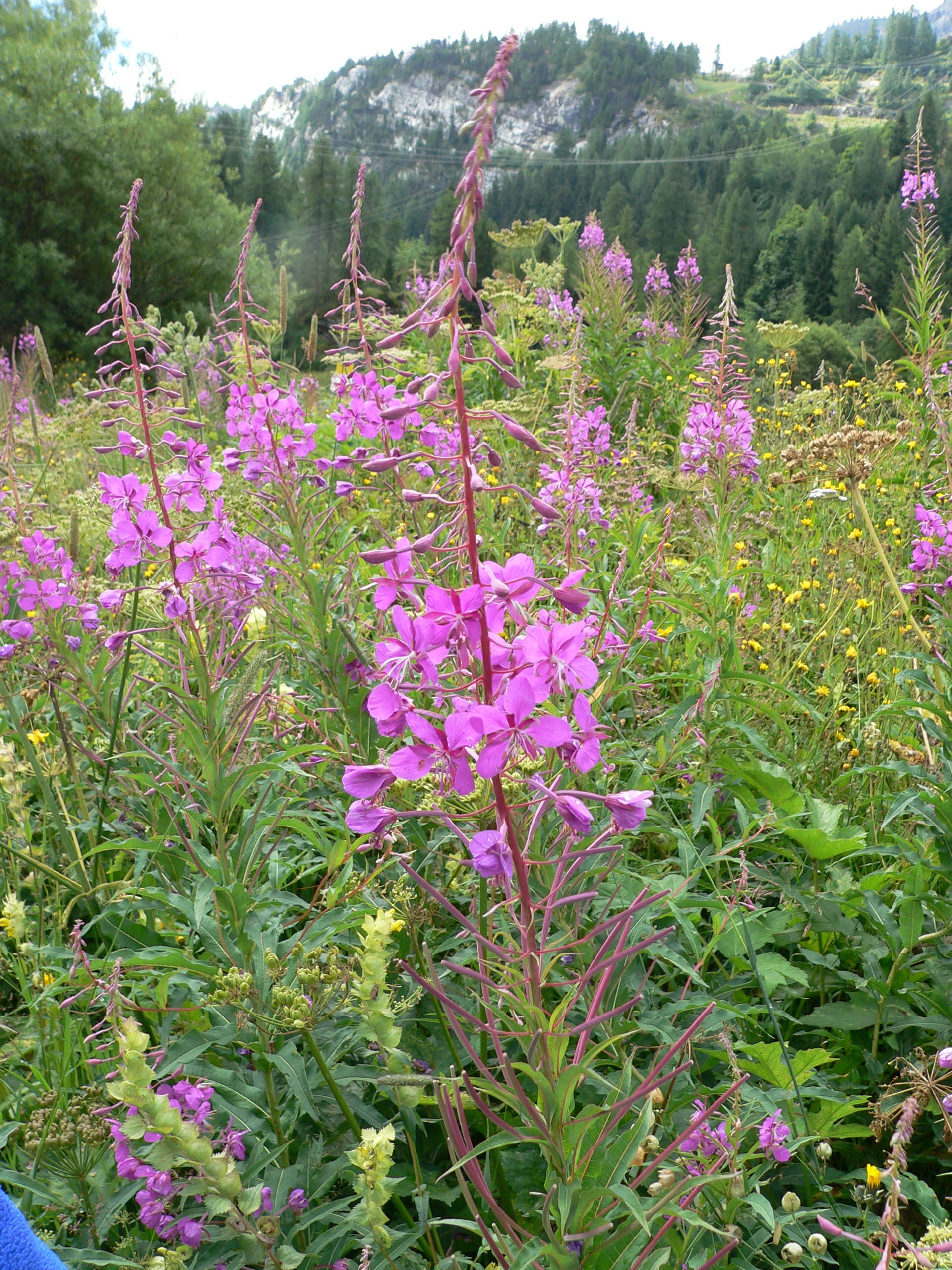
Wilgenroosje

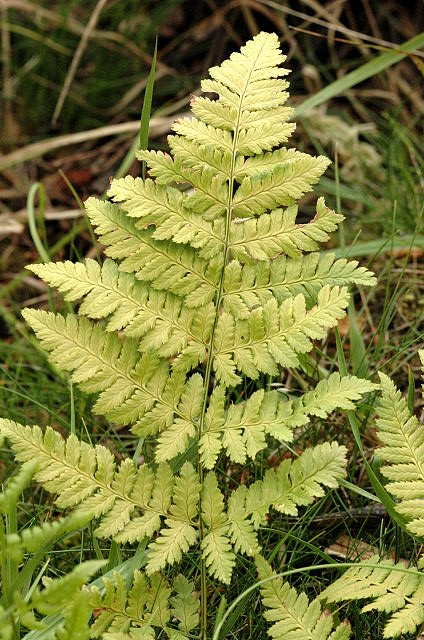
Smalle stekelvaren

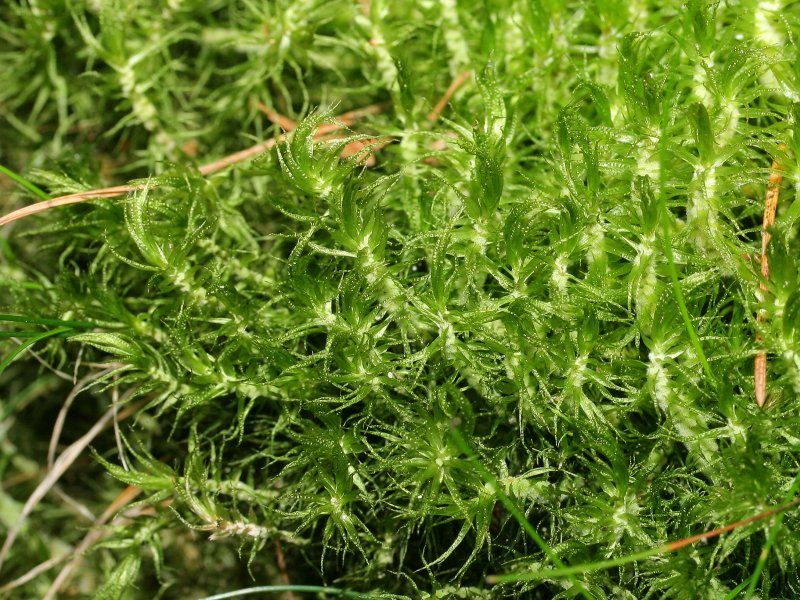
Gerimpeld gaffeltandmos

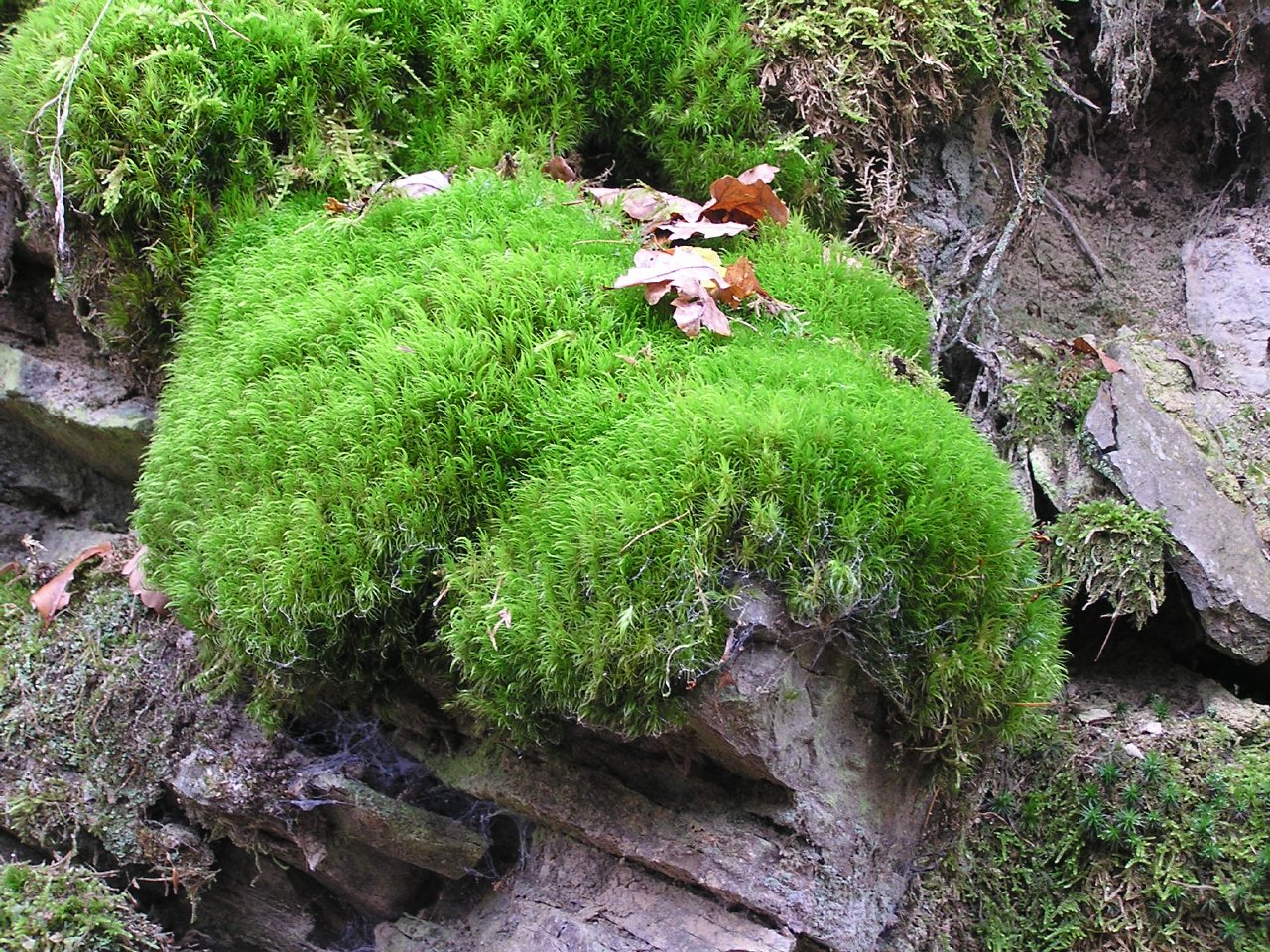
Gewoon gaffeltandmos

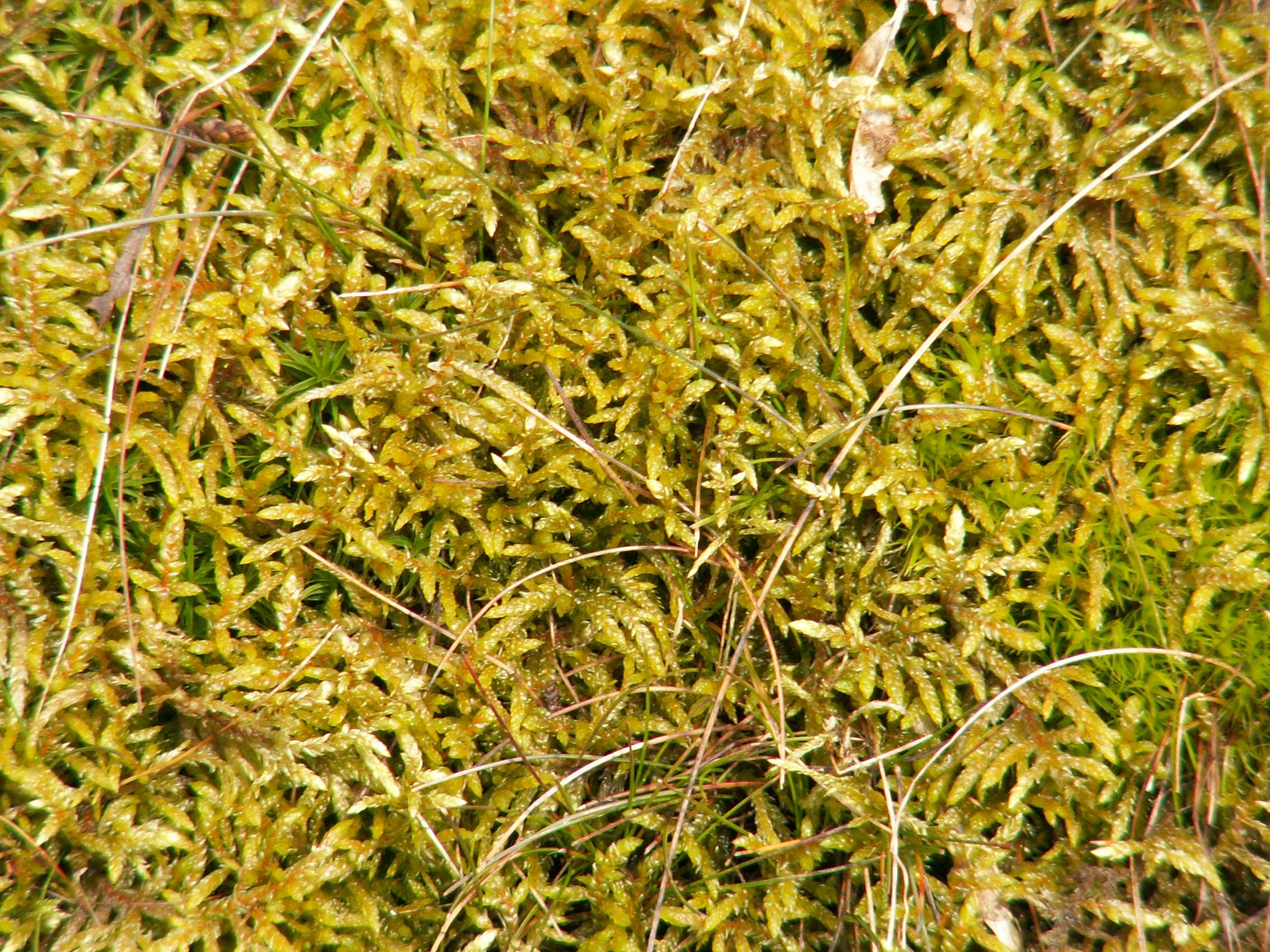
Bronsmos

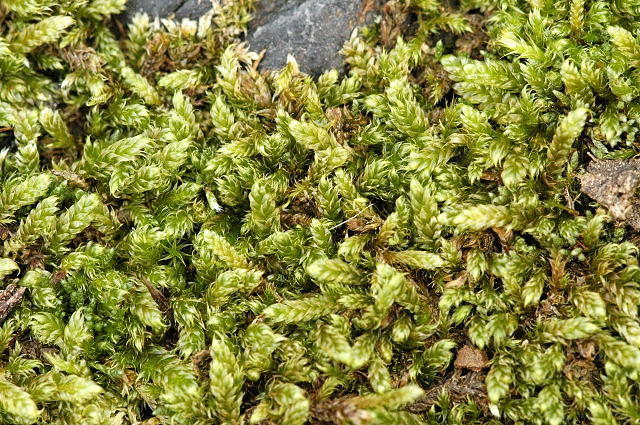
Heidefranjemos

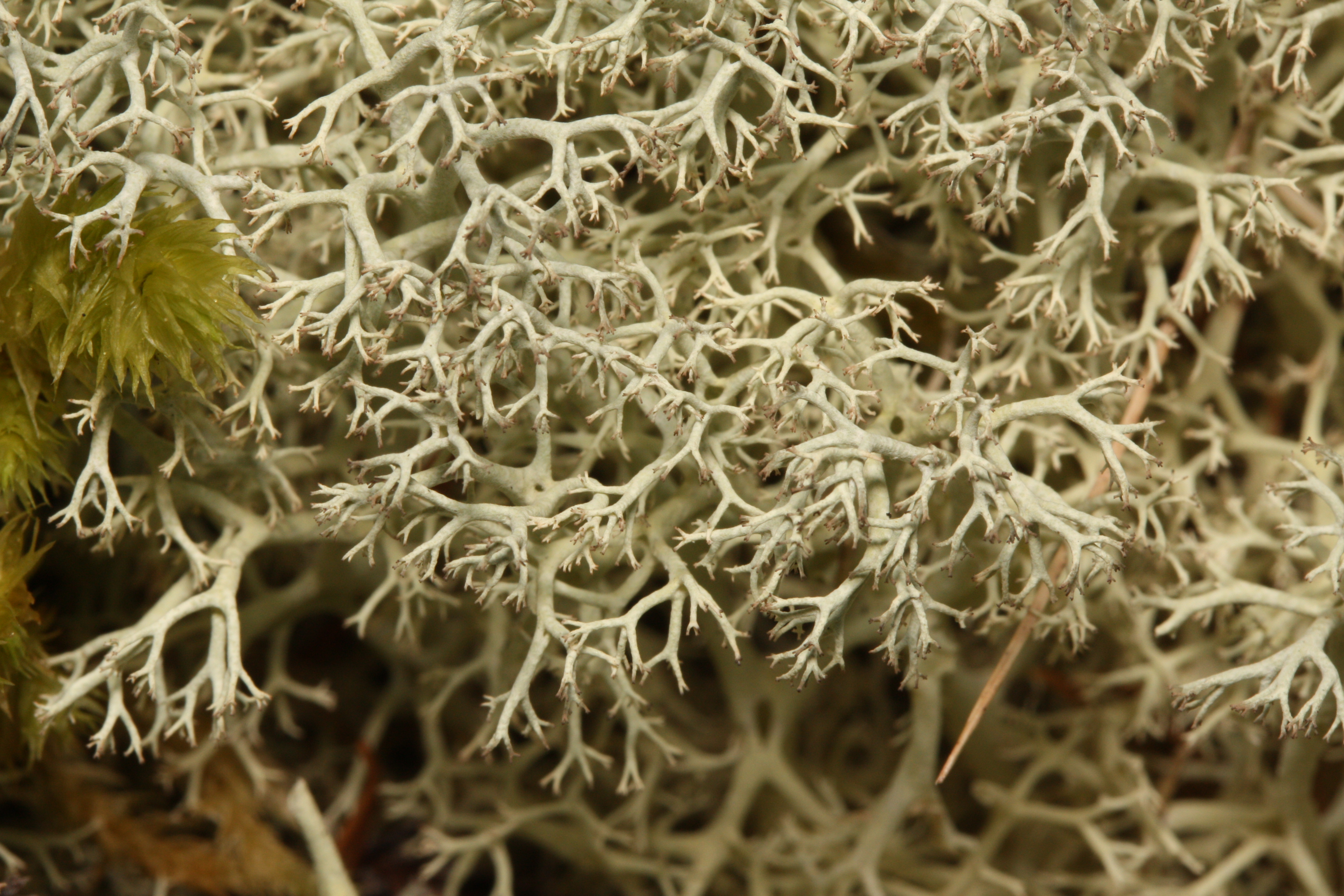
Open rendiermos

De associatie is zeer soortenrijk. Ze heeft geen specifieke kensoorten, maar wordt gekenmerkt door de zeer frequente aanwezigheid van jeneverbes, en verder een groot aantal soorten die de associatie differentiëren van de andere associaties van haar verbond. De grove den, kenmerkend voor het verbond, komt in deze associatie slechts af te toe voor.
Verder bevat deze gemeenschap vooral planten van soorten van de klasse van droge heiden en de klasse van heischrale graslanden, zoals struikhei, bochtige smele en schapenzuring, naast soorten van stikstofrijkere standplaatsen zoals wilgenroosje en smalle stekelvaren.
Ten slotte vindt men in deze associatie talrijke bladmossen, waaronder gerimpeld en gewoon gaffeltandmos, levermossen als het heidefranjemos en korstmossen als het open rendiermos en fijn bekermos terug. Deze rijkdom aan mossen onderscheid de associatie met de andere associatie met jeneverbes, de veel graziger associatie van hondsroos en jeneverbes.
In de onderstaande tabel staan de belangrijkste diagnostische planten- en korstmossentaxa van het gaffeltandmos-jeneverbesstruweel voor Nederland en Vlaanderen.
Boomlaag
| Kentaxon | Diff.soort | Presentie | Triviale naam | Botanische naam  | Opmerking |
| -------- | ---------- | --------- | ------------- | ---------------- | --------- |
| kV       |            | > 30%     | grove den     | Pinus sylvestris |           |
|          |            | > 60%     | zomereik      | Quercus robur    |           |
|          |            | > 40%     | zachte berk   | Betula pubescens |           |

Struiklaag
| Kentaxon | Diff.soort | Presentie | Triviale naam         | Botanische naam    | Opmerking |
| -------- | ---------- | --------- | --------------------- | ------------------ | --------- |
|          |            | 100%      | jeneverbes            | Juniperus communis |           |
|          |            | > 50%     | wilde lijsterbes      | Sorbus aucuparia   |           |
|          |            | > 40%     | sporkehout            | Frangula alnus     |           |
|          |            | > 40%     | Amerikaanse vogelkers | Prunus serotina    |           |

Kruidlaag
| Kentaxon | Diff.soort | Presentie | Triviale naam      | Botanische naam         | Opmerking                                               |
| -------- | ---------- | --------- | ------------------ | ----------------------- | ------------------------------------------------------- |
|          | dA         | > 90%     | struikhei          | Calluna vulgaris        | t.o.v. kussentjesmos-dennenbos                          |
|          |            | > 70%     | bochtige smele     | Avenella flexuosa       |                                                         |
|          | dA         | > 60%     | schapenzuring      | Rumex acetosella        | t.o.v. korstmossen-dennenbos en kussentjesmos-dennenbos |
|          | dA         | > 50%     | zandstruisgras     | Agrostis vinealis       | t.o.v. korstmossen-dennenbos en kussentjesmos-dennenbos |
|          | dA         | > 40%     | gewone eikvaren    | Polypodium vulgare      | t.o.v. kussentjesmos-dennenbos                          |
|          | dA         | > 40%     | pilzegge           | Carex pilulifera        | t.o.v. korstmossen-dennenbos en kussentjesmos-dennenbos |
|          | dA         | > 40%     | wilgenroosje       | Chamerion angustifolium | t.o.v. korstmossen-dennenbos en kussentjesmos-dennenbos |
|          | dA         | > 40%     | fijn schapengras   | Festuca filiformis      | t.o.v. kussentjesmos-dennenbos                          |
|          |            | > 30%     | liggend walstro    | Galium saxatile         |                                                         |
|          |            | > 30%     | smalle stekelvaren | Dryopteris carthusiana  |                                                         |
|          |            | > 20%     | kraaihei           | Empetrum nigrum         |                                                         |
|          |            | > 20%     | gewone dophei      | Erica tetralix          |                                                         |
|          | dA         |           | grasklokje         | Campanula rotundifolia  | t.o.v. korstmossen-dennenbos en kussentjesmos-dennenbos |
|          | dA         |           | hondsviooltje      | Viola canina            | t.o.v. korstmossen-dennenbos en kussentjesmos-dennenbos |
|          | dA         |           | vogelmuur          | Stellaria media         | t.o.v. korstmossen-dennenbos en kussentjesmos-dennenbos |

Moslaag
| Kentaxon | Diff.soort | Presentie | Triviale naam           | Botanische naam          | Opmerking                                               |
| -------- | ---------- | --------- | ----------------------- | ------------------------ | ------------------------------------------------------- |
| kV       |            | > 30%     | gerimpeld gaffeltandmos | Dicranum polysetum       |                                                         |
| kK       |            | > 10%     | gestekeld tandmos       | Barbilophozia hatcheri   |                                                         |
|          |            | > 90%     | gewoon gaffeltandmos    | Dicranum scoparium       |                                                         |
|          |            | > 90%     | bronsmos                | Pleurozium schreberi     |                                                         |
|          |            | > 80%     | heideklauwtjesmos       | Hypnum jutlandicum       |                                                         |
|          | dA         | > 70%     | gewoon peermos          | Pohlia nutans            | t.o.v. korstmossen-dennenbos en kussentjesmos-dennenbos |
|          |            | > 60%     | heidefranjemos          | Hypnum cupressiforme     |                                                         |
|          | dA         | > 60%     | open rendiermos         | Cladonia portentosa      | t.o.v. kussentjesmos-dennenbos                          |
|          | dA         | > 60%     | breekblaadje            | Campylopus pyriformis    | t.o.v. korstmossen-dennenbos en kussentjesmos-dennenbos |
|          | dA         | > 50%     | gewoon pluisjesmos      | Dicranella heteromalla   | t.o.v. korstmossen-dennenbos en kussentjesmos-dennenbos |
|          | dA         | > 40%     | gewoon dikkopmos        | Brachythecium rutabulum  | t.o.v. korstmossen-dennenbos en kussentjesmos-dennenbos |
|          | dA         | > 40%     | fijn bekermos           | Cladonia chlorophaea     | t.o.v. korstmossen-dennenbos en kussentjesmos-dennenbos |
|          |            | > 40%     | glanzend tandmos        | Barbilophozia barbata    |                                                         |
|          | dA         | > 40%     | gewoon kantmos          | Lophocolea bidentata     | t.o.v. korstmossen-dennenbos en kussentjesmos-dennenbos |
|          |            | > 40%     | fraai haarmos           | Polytrichum formosum     |                                                         |
|          |            | > 40%     | bruin heidestaartje     | Cladonia glauca          |                                                         |
|          | dA         | > 30%     | gewoon draadmos         | Cephaloziella divaricata | t.o.v. korstmossen-dennenbos en kussentjesmos-dennenbos |
|          |            | > 30%     | groot laddermos         | Pseudoscleropodium purum |                                                         |
|          |            | > 20%     | boskronkelsteeltje      | Campylopus flexuosus     |                                                         |
|          | dA         | > 20%     | ruig haarmos            | Polytrichum piliferum    | t.o.v. korstmossen-dennenbos en kussentjesmos-dennenbos |

## Bedreiging en bescherming
Net als de meeste oligotrafente struwelen wordt het gaffeltandmos-jeneverbesstruweel bedreigd door verruiging, en dat vooral door een hoge stikstofdepositie vanuit de atmosfeer, en door omzetting van heide naar landbouwgebied.
Andere bedreigingen zijn het versnellen van de verbossing met vliegdennen uit nabijgelegen dennenbossen. Jeneverbesstruwelen zijn gevoelig voor beschaduwing en verdwijnen onder hogere bomen.
In Nederland en Vlaanderen is sinds halfweg de 20e eeuw geen spontane verjonging meer waargenomen in jeneverbesstruwelen, een verschijnsel met onbekende oorzaak. De laatste jaren worden op verschillend plaatsen in Nederland echter terug kiemplanten aangetroffen.